# Asszuáni-gát
Asszuán a Nílus folyó első kataraktájához közeli város. Két gát terpeszkedik a folyónak ezen szakaszán: az újabb az Asszuáni-főgát (arabul: السد العالي; kiejtése: asz-Szad al-'Ali), a másik a régebbi, az Asszuáni-gát vagy Asszuáni alacsony gát.

## Története

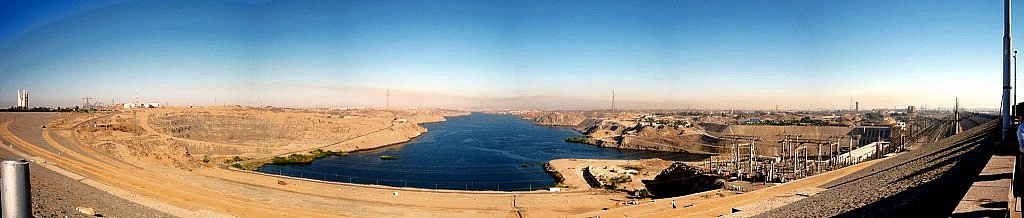
Az Asszuáni-gát 2005-ben

Az első gátat a britek építették 1899 és 1902 között. A gát 1900 m hosszú és 54 m magas volt. A kezdeti tervek hamarosan alkalmatlannak bizonyultak, a gát magasságát két fázisban emelni kellett 1907–1912 és 1929–1933 között.
1946-ban a gát harmadik emelése helyett elhatározták egy második gát – a főgát – megépítését mintegy 6 km-rel feljebb a folyón. A tulajdonképpeni tervezés 1952-ben kezdődött közvetlenül a Nasszer-forradalom után, az USA és Nagy-Britannia pénzügyi támogatásával (270 millió dollár). Majd 1956 júliusában mindkét ország visszavonta támogatását, mivel sérelmezték, hogy Nasszer titokban szovjet gyártmányú fegyverzetet vásárol. Az egyiptomi kormány kénytelen volt egyedül folytatni a beruházás pénzügyi előkészületeit (főleg a Szuezi-csatorna bevételéből finanszírozta). A hidegháború részeként a Szovjetunió – afrikai befolyásának növelése érdekében – 1958-ban közbelépett, és a gátépítés költségeinek kb. harmadát kifizette ajándékként. A szovjetek szakembereket biztosítottak, és szállították a technikai berendezéseket, gépeket. A hatalmas terméskőgát terveit a szovjet Sz. Ja. Zsuk Gidroprojekt Intézet készítette. Az építkezés 1960-ban kezdődött, és 1970. július 21-én fejeződött be.

## Leírása
A főgát 3600 m hosszú, 980 m széles az alapnál, 40 m széles a tetején és 111 m magas. 43 millió m³ anyagot tartalmaz. Másodpercenként maximálisan 11 000 m³ víz tud keresztülfolyni rajta. A víztározó a Nasszer-tó; hossza 480 km, legnagyobb szélessége 16 km. Felszíne kb. 6000 km², és 150–165 km³ vizet tartalmaz évszaktól függően. A villamos energia termelése 1967-ben indult, a teljesítménye 2,1 gigawatt, ez akkor Egyiptom teljes elektromosenergia-teljesítményének a felét jelentette.

### Előnyei
- Egyenletes vízjárás,
- áradások megszűnése,
- szabályozott hajózás,
- folyamatos öntözés,
- új öntözött földek művelésbe vonása,
- a vetésterület kibővülése;
- energiatermelés,
- iparfejlesztés (vegyipar, alumínium-kohászat),
- a falvak villamosítása.

### Hátrányai
- Az áradások megszűnésével a természetes trágyázás elmaradása, termésátlagok csökkenése;
- a halászat visszaesése a deltavidéken, halászfalvak hanyatlása;
- a Nílus-delta partvidékének pusztulása.
- A folyamatos öntözéssel szikesedés lép fel, a termésátlagok csökkennek.
- Tetemes vízveszteség (elpárolgás), a levegő páratartalma megnövekszik, a műemlékek pusztulása felgyorsul.
- 92 000 ember áttelepítése.

## Leletmentés
Az 1960-as években épült asszuáni gát miatt számos ókori egyiptomi templom veszélybe került, ezek ugyanis az új gát megépítésével víz alá kerültek volna. Nemzetközi összefogással a templomokat sikerült áttelepíteni olyan helyekre, ahol nem fenyegeti őket veszély. Közülük a legnagyobb és leghíresebb a két Abu Szimbel-i templom, de ezek mellett számos kisebb templomot is áthelyeztek, némelyiket a mentőakcióban részt vevő országok kaptak ajándékba.